# Krister Hansén

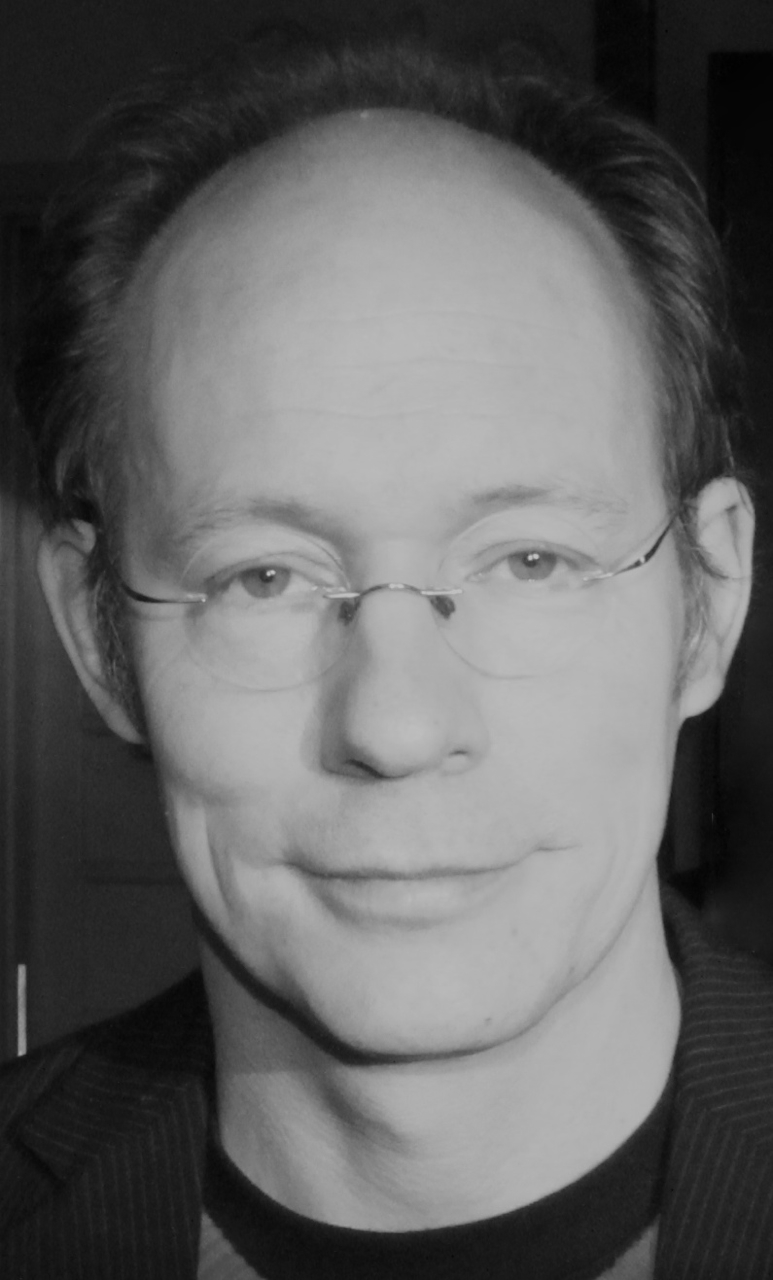
Tonsättare Krister Hansén

Krister Hansén, född 1 maj 1966 i Vuollerim, är en svensk tonsättare. Hansén arbetar även som lärare och undervisar i gehör, och komposition, m.m. De senaste fyra åren har han varit verksam som lektor vid Universitetet i Tromsø.
Han tog en magisterexamen i komposition vid Luleå tekniska universitet 2007 och en konstnärlig högskoleexamen i arrangering och komposition vid Musikhögskolan i Malmö 1995. Samma år tog han examen i musikteori. Som komponist har han komponerat för symfoniorkester, solister, kör, och kammarmusik.
2008 vann han första pris i kompositionstävlingen Concorso di Composizione Musica et arte i Rom med violinkonserten Luciano.
Musiken har blivit framförd på radio och TV i flera länder, inklusive USA. Hans första stråkkvartett, Laterna Magica med the Tämmel quartet blev 1997 utgiven av Warnermusic i USA, Japan, och Europa på CD:n Music in Darkness.